# Ibeju-Lekki
Ibeju-Lekki é uma área de governo local do estado de Lagos, na Nigéria.